# کریستف اشلینگنزیف
کریستف اشلینگنزیف (آلمانی: Christoph Schlingensief؛ ۲۴ اکتبر ۱۹۶۰ – ۲۱ اوت ۲۰۱۰) استاد دانشگاه، کارگردان و نمایش‌نامه‌نویس اهل آلمان بود.